# Chiesa di San Domenico (Noto)
La chiesa di San Domenico è una architettura religiosa di Noto, fra le più importanti testimonianze del barocco netino e di tutta la Sicilia sud-orientale.

## Storia
La chiesa fu edificata come istituzione conventuale dei Padri Domenicani, presenti già in Noto antica, ad opera dell'architetto Rosario Gagliardi, fra il 1703 ed 1727.
La facciata a due ordini, il primo dorico ed il secondo ionico, è scandita da una alternanza di colonne libere e di nicchie secondo lo stile del Gagliardi, mentre il corpo di fabbrica centrale convesso, coronato da un frontone curvilineo spezzato, enfatizza il movimento dei volumi con un marcato effetto chiaroscurale.
L’interno a pianta centrale con tre navate ed un transetto che le interseca lungo l'asse trasversale in corrispondenza della seconda campata, dove si erge esternamente il tiburio a copertura della calotta interna della splendida cupola, è arricchito da stucchi e altari in marmo policromo di pregevole fattura tra i più belli del barocco siciliano. Attorno alla cupola centrale sono disposte simmetricamente a X, cioè su assi incrociati rispetto a quelli della navata centrale e del transetto, quattro cupole minori estradossate, la cui calotta è visibile anche all'esterno dell'edificio. Tra le opere d’arte sono particolarmente degni di nota due dipinti: “S. Domenico che riceve lo Spirito Santo“ del XVIIII secolo e una “Madonna del Rosario” di Vito D’Anna (Palermo, 1718-1769), risalente al 1712. Nel terzo altare della navata di sinistra osserviamo un Crocifisso in legno policromo cui fanno cornice sette formelle contenenti altorilievi in marmo di Carrara raffiguranti alcune scene della Passione di Cristo. Sull’altare maggiore sono situate le statue in legno dorato e cartapesta policroma della Madonna del Rosario e di S. Domenico entro un ciborio in legno dorato disegnato dall’architetto  Antonio Basile (Messina, 1795-1844). 
L'ex convento, già adibito a scuola, è stato in gran parte ricostruito ad eccezione dell'ala verso sud dove è sito un portale bugnato del Sinatra.

## Convento
Nona istituzione dell'Ordine dei frati predicatori in terra di Sicilia fondata nel 1344, originariamente sotto il titolo dell'«Annunziata».